# زاچرلانه
زاچرلانه (به لهستانی:  Zaczerlany) یک منطقهٔ مسکونی در لهستان است که در گمینا خوروشچ واقع شده‌است.